# 経営史
経営史（けいえいし、英語：business history）とは経営学の対象領域（企業など）の歴史について研究する学問分野である。経営史はアメリカのビジネススクールで生まれた。日本での経営史は日本経営史と外国経営史の2つに大別される。日本経営史においては、1873年（明治6年）6月に福澤諭吉が日本初の簿記書である『帳合の法』初編を出版し簿記講習所を設立され、商法が確立された近現代期と江戸時代以前に分かれる。

## 経営史の生い立ち

### ビジネス・スクールの誕生
経営史はビジネススクール（Business Graduate School、経営大学院）の学問分野のひとつとして誕生した。もっとも古いビジネス・スクールは1881年にペンシルベニア大学に設置されたウォートン・スクール（Wharton School　of　Finance　and　Economy）である。その後1908年にハーバード・ビジネス・スクール（Harvard　Graduate　Business　School）が誕生した。初期のビジネススクールにおいて研究・教育されていた内容は、経営学というよりはむしろ商学、経済学的色彩が強かったが、1920年頃から次第に経営学としての体系化が図られるようになった。

### 経営史の誕生
学問としての経営史は経営学、とくに経営政策（business policy）の発展の中から生まれた。大規模企業組織の生成発展の観点から経営学や経営政策を論じる必要性があったからである。つまり、企業の発展をより長期的視野で研究するために経営史が誕生することになったのだ。因みに、ハーバード・ビジネススクールの初代院長はE.　ゲイであったが、彼はまた当時のアメリカを代表する経済史家でもあった。
1927年、N. S. B. Gras（グラース）がハーバード・ビジネススクールに招かれた。彼はここで初めての経営史の講義を担当した。当初は経済史的色彩の濃いものであったが、次第に独自の学問領域を構築していった。その集大成が1939年に世に問うたGras, N. S. B. , Business and Capitalism：An Introduction to Business History, F. S. Crofts & Co. ,  1939（植村元覚訳『ビジネスと資本主義――経営史序説――』、日本経済評論社、1980年）である。ここではドイツ歴史学派の経済発展段階説の強い影響を見ることが出来る。彼は資本主義の発展を以下の5つに分けた。すなわち、
- 「小資本主義」（petty capitalism）
- 「商業資本主義」（mercantile capitalism）
- 「産業資本主義」（industrial capitalism）
- 「金融資本主義」（financial capitalism）
- 「国家資本主義」（national capitalism）

資本主義と企業経営の展開を総合的に観察した。彼はその後ラーソンとの共著Casebook in American Business History, N.Y., 1939（『米国経営史のケース・ブック』）を出版した。 
ラーソンの後にハーバード・ビジネススクールの経営史の教授ポストを継いだのは、ハイディであった。ハイディは妻と共に（Hidy, Ralph and Muriel E.Hidy, Pioneering in Big Business, 1882-1911:History of Standard Oil company, Harper & Brothers, 1955）を著した。

### 経営史学会
- 1964年、経営史学会が脇村義太郎を初代会長として設立された。日本経営学会とは設立前から、1961年10月日本経営学会第三五回大会（於名古屋大学）で経営史部門設立等もあり、関連学会として協力関係にある[2]。